# Concepción el Amparo
Concepción el Amparo är en ort i Mexiko.   Den ligger i kommunen Simojovel och delstaten Chiapas, i den sydöstra delen av landet, 700 km öster om huvudstaden Mexico City. Concepción el Amparo ligger 1 055 meter över havet och antalet invånare är 552.
Terrängen runt Concepción el Amparo är kuperad åt nordost, men åt sydväst är den bergig. Runt Concepción el Amparo är det ganska glesbefolkat, med 45 invånare per kvadratkilometer. Närmaste större samhälle är El Bosque, 10,5 km väster om Concepción el Amparo. I omgivningarna runt Concepción el Amparo växer huvudsakligen savannskog.